# Jennifer Lamy
Jennifer Lamy (Australia, 28 de febrero de 1949) es una atleta australiana retirada, especializada en la prueba de 200 m en la que llegó a ser medallista de bronce olímpica en 1968.

## Carrera deportiva
En los JJ. OO. de México 1968 ganó la medalla de bronce en los 200 metros, con un tiempo de 22.88 segundos, llegando a meta tras la polaca Irena Szewińska que con 22.58 segundos batió el récord del mundo, y su paisana australiana Raelene Boyle (plata).